# Sistema AB0 e rischio di trombosi

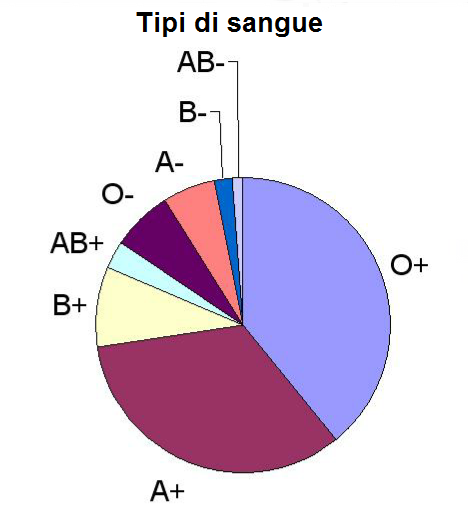
Grafico a torta della distribuzione dei tipi di sangue nella popolazione mondiale

La classificazione della popolazione secondo il sistema AB0 permette una correlazione con il rischio di trombosi: esso è maggiore per i gruppi A e B.
Il gruppo 0 è maggiormente correlato ad un aumento dell'ipertensione arteriosa; individui con il gruppo sanguigno AB sono risultati suscettibili a un aumento del rischio di deterioramento cognitivo, ciò insieme a disturbi come ipertensione, obesità, dislipidemia, malattie cardiovascolari e diabete; tutto questo mostra che il gruppo sanguigno è un fattore indipendente rispetto alla regione geografica, all'età, alla razza e al sesso.

## Storia
Uno studio dell'American Heart Association pubblicato sulla rivista Arteriosclerosis, Thrombosis, and Vascular Biology nel 2020 dal titolo Genetically Determined ABO Blood Group and its Associations With Health and Disease ha dimostrato che i gruppi sanguigni A e B, rispetto agli individui con gruppo sanguigno 0, erano associati a un aumento delle probabilità fino a 1,56 (IC 95%: 1,43 - 1,69) per eventi tromboembolici e probabilità ridotte per ipertensione (0,94 con IC 95%: 0,92 - 0,97). Lo studio ha esaminato una coorte di 406.755 individui non imparentati tra loro di una biobanca britannica.
Gli studi precedenti avevano il limite di studiare piccole casistiche e solamente le differenze tra gruppo sanguigno 0 e non-0, piuttosto che studiare separatamente i gruppi sanguigni A, B e AB; comunque già queste ricerche mostravano un aumentato rischio di ictus ischemico e tromboembolismo venoso per i gruppi sanguigni non 0 geneticamente determinati.
Lo studio di Groot, Villegas, Sierra, Said e Lipsic dell'Università di Groninga, ha dimostrato che:
- Gli individui con gruppo sanguigno A e B avevano un rischio maggiore di sviluppare malattie tromboemboliche, ma un rischio inferiore di ipertensione, rispetto agli individui del gruppo O. Inoltre, gli individui con gruppo sanguigno A avevano prospettive peggiori per un invecchiamento sano rispetto agli individui con gruppo sanguigno 0.
- Gli individui con gruppo sanguigno A erano a più alto rischio di sviluppare iperlipidemia, aterosclerosi e insufficienza cardiaca rispetto al gruppo sanguigno 0. Inoltre, gli individui con gruppo sanguigno A possono beneficiare di interventi preventivi precoci per ridurre il rischio di una cattiva salute cardiovascolare o totale.
- Gli individui con gruppo sanguigno B erano a più alto rischio di infarto del miocardio rispetto agli individui con gruppo sanguigno 0.

Questo studio conferma come la conoscenza dei gruppi sanguigni AB0, che sono geneticamente determinati, potrebbe essere di interesse per meglio studiare i processi dell'invecchiamento sano e i processi di sviluppo di malattie infettive e non infettive. Nello studio sono stati esclusi gli individui con gruppo sanguigno AB a causa della relativa grande differenza nella dimensione del campione rispetto al gruppo sanguigno 0, A e B. Inoltre, non è stato preso in considerazione il ruolo del fattore Rh e di altri sistemi di gruppi sanguigni, che potrebbero fornire altri e più dettagliate conoscenze.

## Fisiopatologia
Il legame tra gruppo sanguigno AB0 e malattie tromboemboliche e rischio emorragico è legato all'attività della glicosiltransferasi (proteina enzimatica coinvolta nella biosintesi dell’eparan solfato) e dai livelli plasmatici e dall'attività biologica del fattore di von Willebrand (vWF), una proteina vettore del fattore VIII della coagulazione; fattore che è basso nei soggetti con gruppo tipo 0.
Il gruppo sanguigno AB0 è noto influenzare il tasso di catabolismo del vWF, molecola influenzata dal gene umano ADAMTS13.